# Bronica

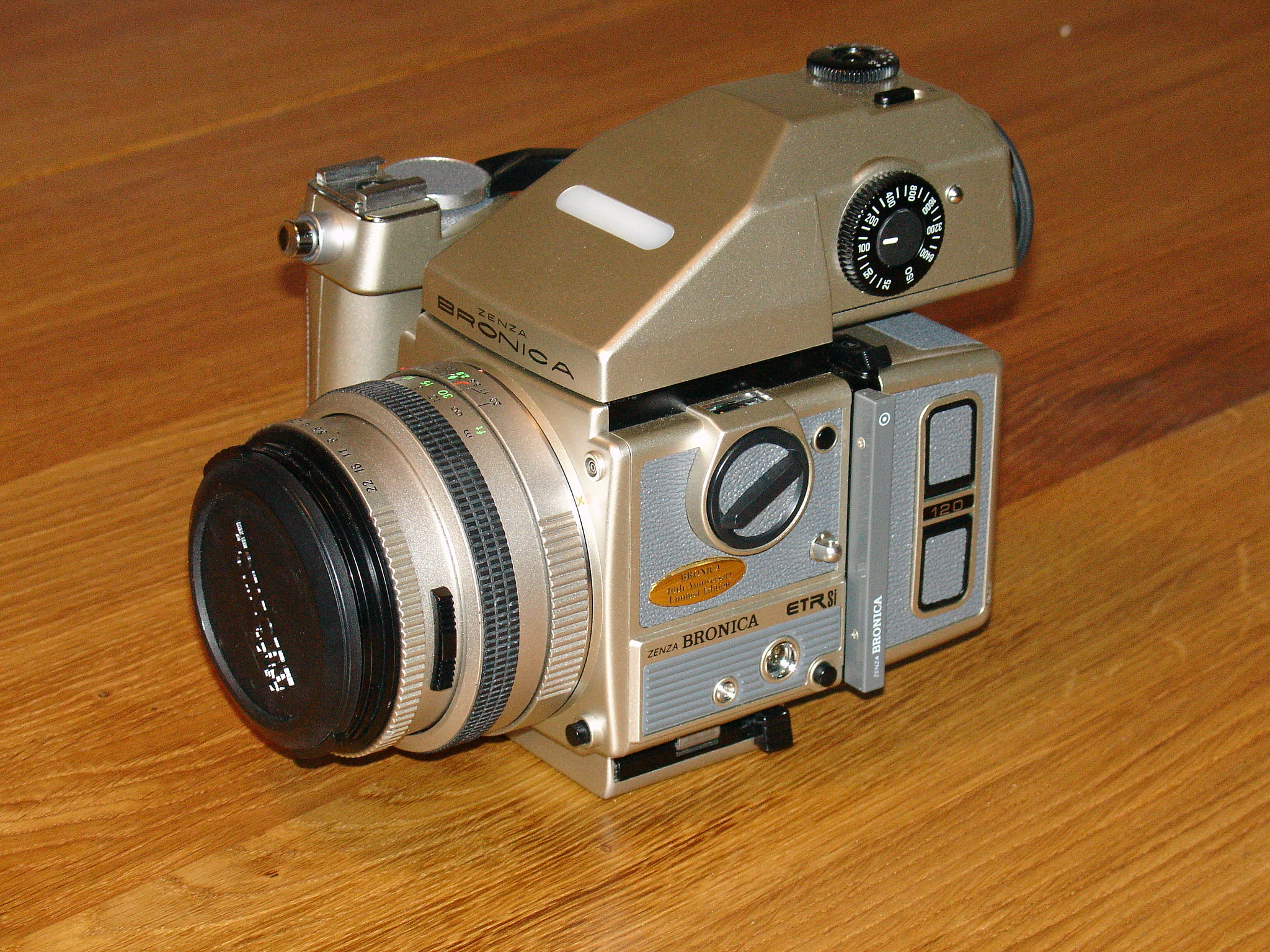
Bronica ERT-Si i jubileumsutgåva (40 år).

Bronica var en japansk kameratillverkare. Den första kameramodellen kom ut 1958 och den sista modellen slutade tillverkas 2005.